# Врело (Липљан)
Врело (алб. Vrella или Vrellë) је насеље у општини Липљан, Косово и Метохија, Србија.

## Географија
Врело се налази на 716 метара надморске висине, и то на координатама 42° 34′ 10" северно и 21° 00′ 47" источно.
Налази се на око 17 km од Приштине. У близини насеља налази се аеродром Приштина.

## Демографија
| Етнички састав према попису из 1981.‍ | Етнички састав према попису из 1981.‍ | Етнички састав према попису из 1981.‍ | Етнички састав према попису из 1981.‍ | Етнички састав према попису из 1981.‍ |
| ------------------------------------ | ------------------------------------ | ------------------------------------ | ------------------------------------ | ------------------------------------ |
|                                      |                                      |                                      |                                      |                                      |
| Албанци                              | Албанци                              |                                      | 153                                  | 100,00%                              |

| Демографија | Демографија | Демографија |
| Година      | Становника  | Становника  |
| ----------- | ----------- | ----------- |
| 1948.       | 121         |             |
| 1953.       | 173         |             |
| 1961.       | 338         |             |
| 1971.       | 192         |             |
| 1981.       | 153         |             |
| 1991.       | 247         |             |

## Историја
Село је основано или обновљено најпре 1864. колонизовањем Черкеза. Приближавањем Србије Косову у српско-турском рату 1877-78. сви су се они (око 50 кућа) иселили у дубљу унутрашњост Турске, а на њихово се место доселили мухаџири из ослобођене Топлице, само у мањем броју (15-20 кућа) но што је било Черкеза. Па и ти мухаџири су се ускоро почели расељавати, тако да их је при ослобођењу од Турака било само 4-5 кућа. А по поменутом ослобођењу и оне су се раселиле, тако да је по Првом светском рату створена садашња колонија на пустом насељу.